# Stereopalpus californicus
Stereopalpus californicus is een keversoort uit de familie snoerhalskevers (Anthicidae). De wetenschappelijke naam van de soort is voor het eerst geldig gepubliceerd in 1965 door Abdullah.